# Жуань Люфэй
Жуань Люфэй (кит. трад. 阮露斐; род. 2 октября 1987, Нанкин) — китайская шахматистка, гроссмейстер (2008) среди женщин.
В составе сборной Китая участница 1-го командного чемпионата мира (2007).

## Изменения рейтинга
| Графики недоступны из-за технических проблем. См. информацию на Фабрикаторе и на mediawiki.org. |